# Giro Rosa 2017
Il Giro Rosa 2017, ventottesima edizione del Giro d'Italia femminile e valido come undicesima prova del Women's World Tour 2017, si è svolto tra il 30 giugno e il 9 luglio 2017 su un percorso di 1 010,72 km suddivisi in dieci tappe. È stato vinto dall'olandese Anna van der Breggen, con il tempo di 25h39'43", davanti all'italiana Elisa Longo Borghini e alla connazionale Annemiek van Vleuten.

## Percorso
Il percorso misura 1 010,72 chilometri, ed è suddiviso in dieci tappe. La corsa parte da Aquileia, in Provincia di Udine, per concludersi a Torre del Greco. Due sono le prove a cronometro, la prima tappa a squadre, da Aquileia a Grado, e la quinta tappa, a Sant'Elpidio a Mare.

## Tappe
| Tappa  | Data      | Percorso                                                      | km       | Vincitrice di tappa  | Leader cl. generale  |
| ------ | --------- | ------------------------------------------------------------- | -------- | -------------------- | -------------------- |
| 1ª     | 30 giugno | Aquileia > Grado (cron. a squadre)                            | 11,5     | Boels-Dolmans        | Karol-Ann Canuel     |
| 2ª     | 1º luglio | Zoppola > Montereale Valcellina                               | 122,25   | Annemiek van Vleuten | Anna van der Breggen |
| 3ª     | 2 luglio  | San Fior > San Vendemiano                                     | 100      | Hannah Barnes        | Anna van der Breggen |
| 4ª     | 3 luglio  | Occhiobello > Occhiobello                                     | 118      | Jolien D'Hoore       | Anna van der Breggen |
| 5ª     | 4 luglio  | Sant'Elpidio a Mare > Sant'Elpidio a Mare (cron. individuale) | 12,73    | Annemiek van Vleuten | Anna van der Breggen |
| 6ª     | 5 luglio  | Roseto degli Abruzzi > Roseto degli Abruzzi                   | 116,16   | Lotta Lepistö        | Anna van der Breggen |
| 7ª     | 6 luglio  | Isernia > Baronissi                                           | 141,98   | Sheyla Gutiérrez     | Anna van der Breggen |
| 8ª     | 7 luglio  | Baronissi > Palinuro                                          | 141,8    | Lucinda Brand        | Anna van der Breggen |
| 9ª     | 8 luglio  | Palinuro > Polla                                              | 122,3    | Marta Bastianelli    | Anna van der Breggen |
| 10ª    | 9 luglio  | Torre del Greco > Torre del Greco                             | 124      | Megan Guarnier       | Anna van der Breggen |
| Totale | Totale    | Totale                                                        | 1 010,72 |                      |                      |

## Squadre e corridori partecipanti
Partecipano alla competizione 24 formazioni di categoria UCI, ciascuna composta da sette cicliste.
| N.      | Cod. | Squadra                          |
| ------- | ---- | -------------------------------- |
| 1-7     | DLT  | Boels-Dolmans Cycling Team       |
| 11-17   | ALE  | ALÉ-Cipollini                    |
| 21-27   | VAI  | Aromitalia-Vaiano                |
| 31-37   | ASA  | Astana Women's Team              |
| 41-47   | BPK  | BePink-Cogeas                    |
| 51-57   | BTC  | BTC City Ljubljana               |
| 61-67   | LPR  | Canyon-SRAM Racing               |
| 71-77   | CBT  | Cervélo-Bigla Pro Cycling Team   |
| 81-87   | CZG  | Conceria Zabri-Fanini-Guerciotti |
| 91-97   | CPC  | Cylance Pro Cycling              |
| 101-107 | FUT  | FDJ Nouv.-Aquitaine Futuroscope  |
| 111-117 | GSB  | Giusfredi-Bianchi                |

| N.      | Cod. | Squadra                 |
| ------- | ---- | ----------------------- |
| 121-127 | HPU  | Hitec Products          |
| 131-137 | LWW  | Lares-Waowdeals Women   |
| 141-147 | LWK  | Lensworld-Kuota         |
| 151-157 | ORS  | Orica-Scott             |
| 161-167 | MIC  | SC Michela Fanini Rox   |
| 171-177 | SER  | Servetto-Giusta         |
| 181-187 | SUN  | Team Sunweb             |
| 191-197 | TVW  | Team VéloConcept Women  |
| 201-207 | TOG  | Top Girls Fassa Bortolo |
| 211-217 | VAL  | Valcar-PBM              |
| 221-227 | WHT  | Wiggle-High5            |
| 231-237 | WM3  | WM3 Pro Cycling Team    |

## Dettagli delle tappe

### 1ª tappa
- 30 giugno: Aquileia > Grado (cron. a squadre) – 11,5 km

Risultati
| Pos. | Squadra                    | Tempo  |
| ---- | -------------------------- | ------ |
| 1    | Boels-Dolmans Cycling Team | 14'47" |
| 2    | Team Sunweb                | + 19"  |
| 3    | Orica-Scott                | + 22"  |

| Pos. | Corridore         | Squadra     | Tempo  |
| ---- | ----------------- | ----------- | ------ |
| 1    | Karol-Ann Canuel  | Boels-Dolm. | 14'47" |
| 2    | Megan Guarnier    | Boels-Dolm. | s.t.   |
| 3    | Amalie Dideriksen | Boels-Dolm. | s.t.   |

### 2ª tappa
- 1º luglio: Zoppola > Montereale Valcellina – 122,25 km

Risultati
| Pos. | Corridore            | Squadra     | Tempo    |
| ---- | -------------------- | ----------- | -------- |
| 1    | Annemiek v. Vleuten  | Orica-Scott | 3h11'51" |
| 2    | Anna van d. Breggen  | Boels-Dolm. | s.t.     |
| 3    | Elisa Longo Borghini | Wiggle      | s.t.     |

| Pos. | Corridore            | Squadra     | Tempo    |
| ---- | -------------------- | ----------- | -------- |
| 1    | Anna van d. Breggen  | Boels-Dolm. | 3h26'32" |
| 2    | Annemiek v. Vleuten  | Orica-Scott | a 18"    |
| 3    | Elisa Longo Borghini | Wiggle      | a 26"    |

### 3ª tappa
- 2 luglio: San Fior > San Vendemiano – 100 km

Risultati
| Pos. | Corridore     | Squadra       | Tempo    |
| ---- | ------------- | ------------- | -------- |
| 1    | Hannah Barnes | Canyon        | 2h27'49" |
| 2    | Lotta Lepistö | Cervélo-Bigla | s.t.     |
| 3    | Kirsten Wild  | Cylance       | s.t.     |

| Pos. | Corridore            | Squadra     | Tempo    |
| ---- | -------------------- | ----------- | -------- |
| 1    | Anna van d. Breggen  | Boels-Dolm. | 5h54'21" |
| 2    | Annemiek v. Vleuten  | Orica-Scott | a 18"    |
| 3    | Elisa Longo Borghini | Wiggle      | a 26"    |

### 4ª tappa
- 3 luglio: Occhiobello > Occhiobello – 118 km

Risultati
| Pos. | Corridore      | Squadra       | Tempo    |
| ---- | -------------- | ------------- | -------- |
| 1    | Jolien D'Hoore | Wiggle        | 2h42'04" |
| 2    | Chloe Hosking  | ALÉ-Cipollini | s.t.     |
| 3    | Coryn Rivera   | Sunweb        | s.t.     |

| Pos. | Corridore            | Squadra     | Tempo    |
| ---- | -------------------- | ----------- | -------- |
| 1    | Anna van d. Breggen  | Boels-Dolm. | 8h36'25" |
| 2    | Elisa Longo Borghini | Wiggle      | a 26"    |
| 3    | Megan Guarnier       | Boels-Dolm. | a 1'56"  |

### 5ª tappa
- 4 luglio: Sant'Elpidio a Mare > Sant'Elpidio a Mare (cron. individuale) – 12,73 km

Risultati
| Pos. | Corridore            | Squadra     | Tempo   |
| ---- | -------------------- | ----------- | ------- |
| 1    | Annemiek v. Vleuten  | Orica-Scott | 25'29"  |
| 2    | Anna van d. Breggen  | Boels-Dolm. | a 41"   |
| 3    | Elisa Longo Borghini | Wiggle      | a 1'15" |

| Pos. | Corridore            | Squadra     | Tempo    |
| ---- | -------------------- | ----------- | -------- |
| 1    | Anna van d. Breggen  | Boels-Dolm. | 9h02'35" |
| 2    | Elisa Longo Borghini | Wiggle      | a 1'00"  |
| 3    | Annemiek v. Vleuten  | Orica-Scott | a 1'36"  |

### 6ª tappa
- 5 luglio: Roseto degli Abruzzi > Roseto degli Abruzzi – 116,16 km

Risultati
| Pos. | Corridore        | Squadra       | Tempo    |
| ---- | ---------------- | ------------- | -------- |
| 1    | Lotta Lepistö    | Cervélo-Bigla | 2'50'36" |
| 2    | Coryn Rivera     | Sunweb        | s.t.     |
| 3    | Giorgia Bronzini | Wiggle        | s.t.     |

| Pos. | Corridore            | Squadra     | Tempo     |
| ---- | -------------------- | ----------- | --------- |
| 1    | Anna van d. Breggen  | Boels-Dolm. | 11h53'11" |
| 2    | Elisa Longo Borghini | Wiggle      | a 1'03"   |
| 3    | Annemiek v. Vleuten  | Orica-Scott | a 1'39"   |

### 7ª tappa
- 6 luglio: Isernia > Baronissi – 141,98 km

Risultati
| Pos. | Corridore        | Squadra       | Tempo    |
| ---- | ---------------- | ------------- | -------- |
| 1    | Sheyla Gutiérrez | Cylance       | 3'43'16" |
| 2    | Soraya Paladin   | ALÉ-Cipollini | s.t.     |
| 3    | Eugenia Bujak    | BTC City      | s.t.     |

| Pos. | Corridore            | Squadra     | Tempo     |
| ---- | -------------------- | ----------- | --------- |
| 1    | Anna van d. Breggen  | Boels-Dolm. | 15h37'14" |
| 2    | Elisa Longo Borghini | Wiggle      | a 1'03"   |
| 3    | Annemiek v. Vleuten  | Orica-Scott | a 1'39"   |

### 8ª tappa
- 7 luglio: Baronissi > Palinuro – 141,8 km

Risultati
| Pos. | Corridore         | Squadra     | Tempo    |
| ---- | ----------------- | ----------- | -------- |
| 1    | Lucinda Brand     | Sunweb      | 3h46'10" |
| 2    | Tetjana Rjabčenko | Lensworld   | a 12"    |
| 3    | Megan Guarnier    | Boels-Dolm. | a 1'33"  |

| Pos. | Corridore            | Squadra     | Tempo     |
| ---- | -------------------- | ----------- | --------- |
| 1    | Anna van d. Breggen  | Boels-Dolm. | 19h24'57" |
| 2    | Elisa Longo Borghini | Wiggle      | a 1'03"   |
| 3    | Annemiek v. Vleuten  | Orica-Scott | a 1'39"   |

### 9ª tappa
- 8 luglio: Palinuro > Polla – 122,3 km

Risultati
| Pos. | Corridore         | Squadra       | Tempo    |
| ---- | ----------------- | ------------- | -------- |
| 1    | Marta Bastianelli | ALÉ-Cipollini | 3h05'09" |
| 2    | Lotta Lepistö     | Cervélo-Bigla | s.t.     |
| 3    | Giorgia Bronzini  | Wiggle        | s.t.     |

| Pos. | Corridore            | Squadra     | Tempo     |
| ---- | -------------------- | ----------- | --------- |
| 1    | Anna van d. Breggen  | Boels-Dolm. | 22h30'06" |
| 2    | Elisa Longo Borghini | Wiggle      | a 1'03"   |
| 3    | Annemiek v. Vleuten  | Orica-Scott | a 1'39"   |

### 10ª tappa
- 9 luglio: Torre del Greco > Torre del Greco – 124 km

Risultati
| Pos. | Corridore          | Squadra     | Tempo    |
| ---- | ------------------ | ----------- | -------- |
| 1    | Megan Guarnier     | Boels-Dolm. | 3h09'37" |
| 2    | Amanda Spratt      | Orica-Scott | s.t.     |
| 3    | Katarz. Niewiadoma | WM3         | s.t.     |

| Pos. | Corridore            | Squadra     | Tempo     |
| ---- | -------------------- | ----------- | --------- |
| 1    | Anna van d. Breggen  | Boels-Dolm. | 25h39'43" |
| 2    | Elisa Longo Borghini | Wiggle      | a 1'03"   |
| 3    | Annemiek v. Vleuten  | Orica-Scott | a 1'39"   |

## Evoluzione delle classifiche
| Tappa              | Vincitrice           | Classifica generale Maglia rosa | Classifica a punti Maglia ciclamino | Classifica GPM Maglia verde | Classifica giovani Maglia bianca | Classifica italiane Maglia azzurra | Classifica a squadre |
| ------------------ | -------------------- | ------------------------------- | ----------------------------------- | --------------------------- | -------------------------------- | ---------------------------------- | -------------------- |
| 1ª                 | Boels-Dolmans        | Karol-Ann Canuel                | Non assegnata                       | Non assegnata               | Amalie Dideriksen                | Elisa Longo Borghini               | Boels-Dolmans        |
| 2ª                 | Annemiek van Vleuten | Anna van der Breggen            | Annemiek van Vleuten                | Annemiek van Vleuten        | Floortje Mackaij                 | Elisa Longo Borghini               | Boels-Dolmans        |
| 3ª                 | Hannah Barnes        | Anna van der Breggen            | Annemiek van Vleuten                | Annemiek van Vleuten        | Floortje Mackaij                 | Elisa Longo Borghini               | Boels-Dolmans        |
| 4ª                 | Jolien D'Hoore       | Anna van der Breggen            | Hannah Barnes                       | Annemiek van Vleuten        | Floortje Mackaij                 | Elisa Longo Borghini               | Boels-Dolmans        |
| 5ª                 | Annemiek van Vleuten | Anna van der Breggen            | Annemiek van Vleuten                | Annemiek van Vleuten        | Floortje Mackaij                 | Elisa Longo Borghini               | Boels-Dolmans        |
| 6ª                 | Lotta Lepistö        | Anna van der Breggen            | Annemiek van Vleuten                | Annemiek van Vleuten        | Floortje Mackaij                 | Elisa Longo Borghini               | Boels-Dolmans        |
| 7ª                 | Sheyla Gutiérrez     | Anna van der Breggen            | Annemiek van Vleuten                | Annemiek van Vleuten        | Floortje Mackaij                 | Elisa Longo Borghini               | Boels-Dolmans        |
| 8ª                 | Lucinda Brand        | Anna van der Breggen            | Annemiek van Vleuten                | Annemiek van Vleuten        | Cecilie Uttrup Ludwig            | Elisa Longo Borghini               | Boels-Dolmans        |
| 9ª                 | Marta Bastianelli    | Anna van der Breggen            | Annemiek van Vleuten                | Annemiek van Vleuten        | Cecilie Uttrup Ludwig            | Elisa Longo Borghini               | Boels-Dolmans        |
| 10ª                | Megan Guarnier       | Anna van der Breggen            | Annemiek van Vleuten                | Annemiek van Vleuten        | Cecilie Uttrup Ludwig            | Elisa Longo Borghini               | Boels-Dolmans        |
| Classifiche finali | Classifiche finali   | Anna van der Breggen            | Annemiek van Vleuten                | Annemiek van Vleuten        | Cecilie Uttrup Ludwig            | Elisa Longo Borghini               | Boels-Dolmans        |

## Classifiche finali

### Classifica generale - Maglia rosa
| Pos. | Corridore            | Squadra | Tempo     |
| ---- | -------------------- | ------- | --------- |
| 1    | Anna van der Breggen | Boels   | 25h39'43" |
| 2    | Elisa Longo Borghini | Wiggle  | a 1'03"   |
| 3    | Annemiek van Vleuten | Orica   | a 1'39"   |
| 4    | Megan Guarnier       | Boels   | a 2'57"   |
| 5    | Amanda Spratt        | Orica   | a 3'26"   |
| 6    | Katarzyna Niewiadoma | WM3     | a 3'58"   |
| 7    | Lucinda Brand        | Sunweb  | a 4'12"   |
| 8    | Karol-Ann Canuel     | Boels   | a 5'26"   |
| 9    | Claudia Lichtenberg  | Wiggle  | a 6'09"   |
| 10   | Arlenis Sierra       | Astana  | a 6'19"   |

### Classifica a punti - Maglia ciclamino
| Pos. | Corridore            | Squadra | Punti |
| ---- | -------------------- | ------- | ----- |
| 1    | Annemiek van Vleuten | Orica   | 47    |
| 2    | Lotta Lepistö        | Cervélo | 39    |
| 3    | Anna van der Breggen | Boels   | 38    |
| 4    | Megan Guarnier       | Boels   | 37    |
| 5    | Elisa Longo Borghini | Wiggle  | 31    |

### Classifica scalatrici - Maglia verde
| Pos. | Corridore            | Squadra   | Punti |
| ---- | -------------------- | --------- | ----- |
| 1    | Annemiek van Vleuten | Orica     | 26    |
| 2    | Elisa Longo Borghini | Wiggle    | 18    |
| 3    | Anna van der Breggen | Boels     | 8     |
| 4    | Tatiana Guderzo      | Lensworld | 7     |
| 5    | Lucinda Brand        | Sunweb    | 7     |

### Classifica giovani - Maglia bianca
| Pos. | Corridore             | Squadra   | Tempo     |
| ---- | --------------------- | --------- | --------- |
| 1    | Cecilie Uttrup Ludwig | Cervélo   | 25h49'36" |
| 2    | Nikola Nosková        | BePink    | a 1'04"   |
| 3    | Sofia Bertizzolo      | Astana    | a 3'28"   |
| 4    | Floortje Mackaij      | Sunweb    | a 21'49"  |
| 5    | Nadia Quagliotto      | Top Girls | a 24'05"  |

### Classifica italiane - Maglia azzurra
| Pos. | Corridore            | Squadra   | Tempo     |
| ---- | -------------------- | --------- | --------- |
| 1    | Elisa Longo Borghini | Wiggle    | 25h40'46" |
| 2    | Elena Cecchini       | Canyon    | a 9'46"   |
| 3    | Sofia Bertizzolo     | Astana    | a 12'18"  |
| 4    | Alice Maria Arzuffi  | Lensworld | a 14'19"  |
| 5    | Anna Ceoloni         | M. Fanini | a 16'47"  |

### Classifica a squadre
| Pos. | Squadra                    | Tempo     |
| ---- | -------------------------- | --------- |
| 1    | Boels-Dolmans Cycling Team | 76h38'22" |
| 2    | Team Sunweb                | a 13'09"  |
| 3    | ALÉ-Cipollini              | a 13'44"  |
| 4    | Astana Women's Team        | a 16'13"  |
| 5    | BTC City Ljubljana         | a 20'03"  |